# Reproduction communautaire

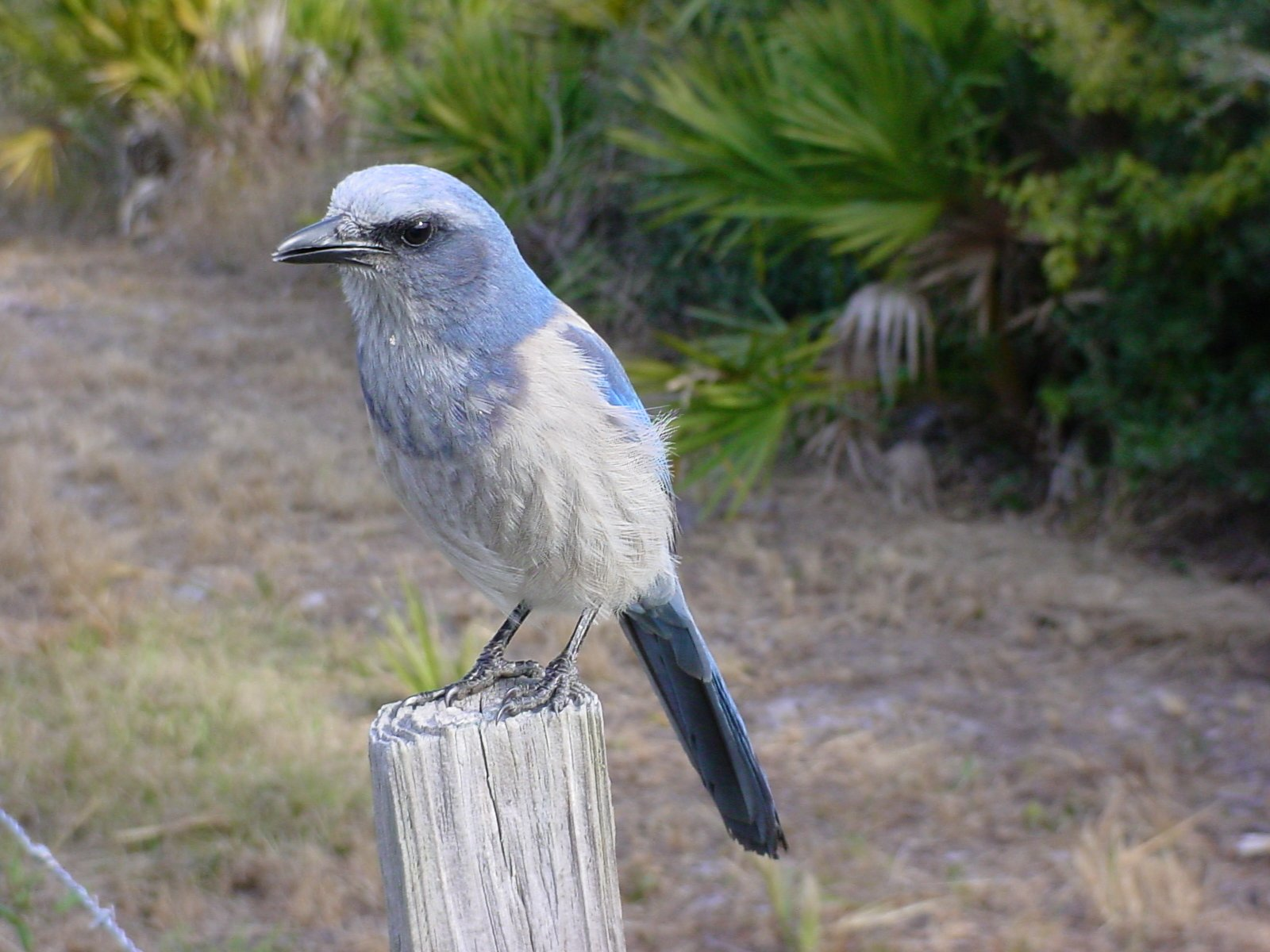
Geai à gorge blanche.

La reproduction communautaire est un système social dans lequel la prise en charge des jeunes est partagée entre les géniteurs et d'autres individus du groupe, appelés auxiliaires.
Ce système a été observé chez les oiseaux, les mammifères, les poissons et les insectes.
Ce système existe sous plusieurs formes : un couple de parents aidés de leur progéniture née précédemment, plusieurs couples de parents (polygynandrie) aidés par leurs progénitures, ou encore plusieurs couples de parents et des auxiliaires également parents cette saison.
Dans le cadre de ce système, les géniteurs bénéficient d'un meilleur taux de reproduction et d'une plus grande espérance de vie (augmentation de la valeur sélective), tandis que les auxiliaires bénéficient d'une meilleure protection contre les prédateurs et peuvent hériter des territoires de reproduction (augmentation de la valeur sélective inclusive). En contrepartie, les auxiliaires abandonnent temporairement leur chance de se reproduire.
La reproduction communautaire implique que le succès reproducteur (en) de tous les adultes en âge de procréer dépend uniquement des couples se reproduisant effectivement. Cela signifie que la valeur sélective du groupe dépend des quelques membres ayant des jeunes et que les auxiliaires n'ont pas d'impact sur cette valeur sélective.

## Évolution

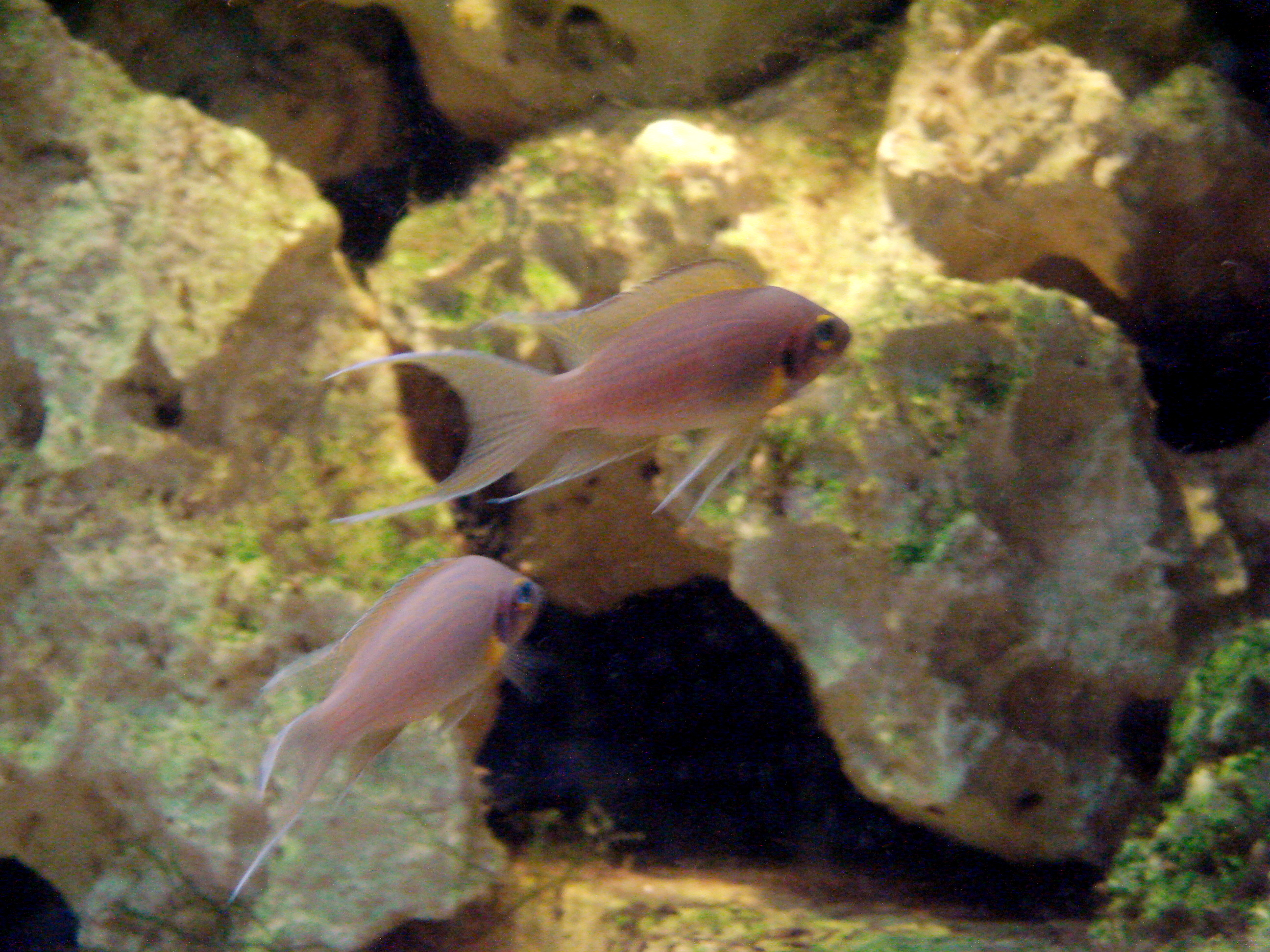
Neolamprologus pulcher.

La reproduction communautaire implique qu'un individu abandonne ses chances de reproduction au profit d'un autre. Plusieurs hypothèses ont été avancées pour expliquer ce comportement qui paraît contre-intuitif :
- sélection de parentèle : stratégie visant à favoriser le succès reproducteur d'un membre de la famille aux dépens de sa propre valeur sélective. La règle de Hamilton explique que la sélection naturelle d'une mutation prédisposant à l'altruisme est favorisée si le coût de l'altruisme (perte de valeur sélective propre) est inférieur au gain que procure celui-ci via la valeur sélective indirecte[11]. Cette stratégie a été observée chez le Pomatostome à calotte marron : les auxiliaires aident en priorité les membres de leur famille plutôt que d'autres individus[12]. La sélection de parentèle est également l'un des principaux moteurs de la reproduction communautaire chez le poisson Neolamprologus pulcher (en)[12].
- augmentation du groupe (en) : cette stratégie visant à augmenter la taille du groupe est mise en œuvre dans le cas où le groupe apporte un bénéfice aux auxiliaires en plus de la valeur sélective inclusive[13]. Les auxiliaires bénéficient de la protection du nombre face aux prédateurs, la protection contre le froid, augmentent leur chance de procréer[14], et réduisent le temps passé aux aguets ou à garder les jeunes ce qui leur laisse plus de temps pour chercher de la nourriture[15].
- dans leurs travaux[2], Lukas et Clutton-Brock décrivent un modèle liant l'évolution de la reproduction communautaire et la co-évolution de la monotocy et de la polytocy (avoir un ou plusieurs petits par portée). D'un point de vue évolutionniste, les grandes portées qui demandent un investissement élevé des progéniteurs deviennent plus intéressantes que le petit unique lors de la mise en place de la reproduction communautaire. Cela suggèrerait une évolution depuis une reproduction non communautaire à un petit vers une reproduction communautaire à plusieurs petits.
- mutualisme ou réciprocité (en) : le mutualisme est une forme de symbiose apportant aux organismes impliqués des avantages immédiats ou à retardement en matière de protection, de dispersion ou d'apports nutritifs. Des travaux ont été menés sur les comportements bénéfiques au long terme via le dilemme du prisonnier répété, où un individu peut coopérer ou non avec un partenaire[16].

### Lien avec les conditions environnementales

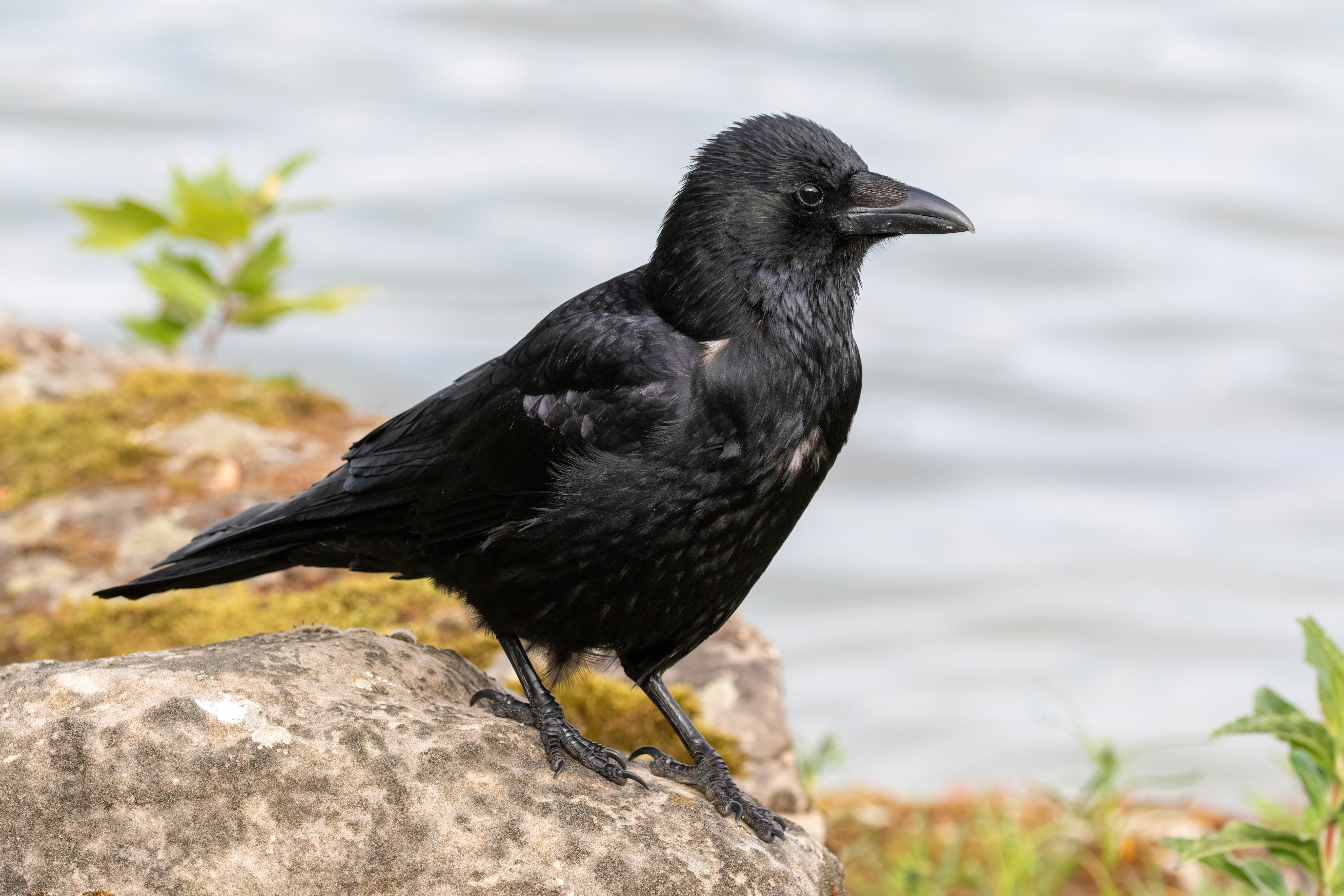
Corneille noire.

Des études ont démontré un lien fort entre la reproduction communautaire et un taux de mortalité adulte faible, mais sans pouvoir déterminer s'il s'agit d'une cause ou d'une conséquence. On a longtemps pensé que la reproduction communautaire chez les espèces d'oiseaux à faible taux de mortalité était une conséquence de la surpopulation et donc du manque de nouveaux territoires. Il semble néanmoins que la reproduction communautaire soit apparue dans des environnements extrêmement défavorables (tels que l'Australie et l'Afrique subsaharienne) au cours de périodes aux conditions exceptionnellement favorables.
La dispersion ou le maintien de la progéniture dans leur groupe d'origine est influencé par les conditions de vie. L'abondance de nourriture et la disponibilité de nouveaux territoires peuvent encourager les individus à quitter le groupe et s'établir ailleurs, tandis que des conditions défavorables vont plutôt les amener à devenir auxiliaires pour améliorer leur valeur sélective inclusive. Rester dans le territoire natal permettrait également d'hériter le rôle de géniteur et/ou le territoire des parents.
La dispersion sexuelle (déplacement des mâles ou des femelles hors du territoire natal pour établir un nouveau lieu de reproduction) influence également la reproduction communautaire. Cette dispersion est intrinsèquement liée aux coûts reproductifs associés au sexe du petit. En effet, en fonction des espèces, l'effort maternel investi dans la progéniture femelle peut être considérablement supérieur à celui investi dans la progéniture mâle, ou inversement. En conséquence, dans le cas de conditions de vie défavorables, le sexe le moins coûteux sera produit en plus grande quantité. 
La différence de capacité d'un mâle ou d'une femelle à établir un nouveau lieu de reproduction influe également sur la dispersion sexuelle. Dans des conditions de vie favorables, les Corneilles noires ont plus d'oisillons femelles, et ces femelles vont plus fréquemment réussir à établir un nouveau lieu de reproduction que les mâles. Lorsque les conditions sont défavorables, il naît plus de mâles, qui vont rester dans le groupe et devenir auxiliaires. 

## Avantages et inconvénients

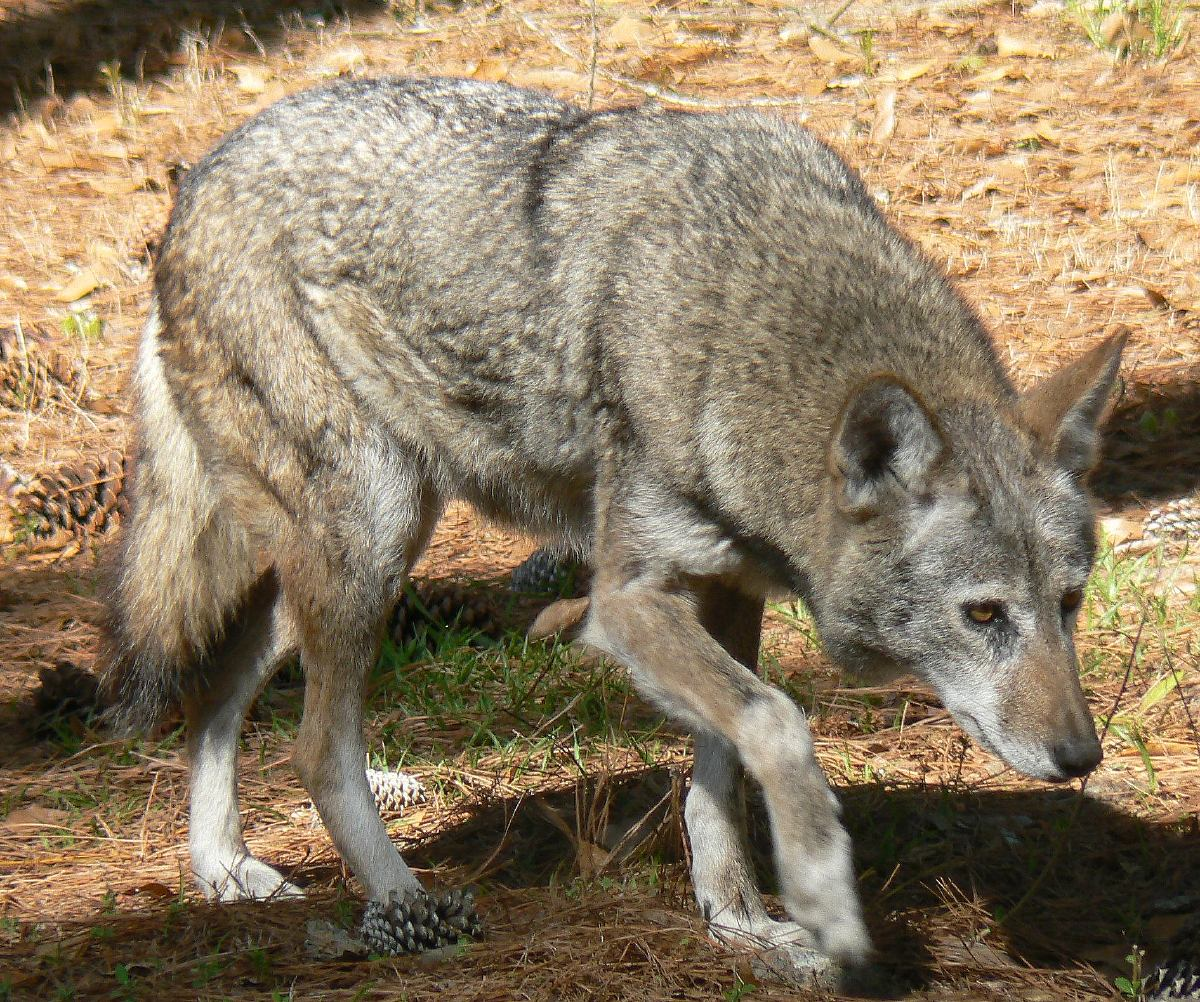
Loup rouge.

Chez les géniteurs, la charge associée à la reproduction est répartie entre l'investissement pendant la gestation (développement des tissus fœtaux, protection du partenaire, ...), après la naissance (allaitement, protection de la progéniture, ...) et le maintien du statut de géniteur au sein du groupe.

### Géniteurs
Avantages :
Les auxiliaires aident les femelles reproductrices à s'alimenter, réduisent le stress de l'allaitement, et participent à la garde de la progéniture,,. 
Les auxiliaires femelles peuvent participer à l'allaitement, et tous les auxiliaires peuvent aider à alimenter les jeunes,, libérant du temps pour que les géniteurs puissent s'alimenter eux-mêmes.
Le niveau d'investissement des géniteurs dans les soins apportés à la progéniture varie en fonction de l'aide apportée par les auxiliaires. Plus le nombre d'auxiliaire est élevé, plus le couple reproducteur bénéficie d'une meilleure santé, d'une meilleure valeur sélective, d'une durée de vie plus longue et d'une progéniture plus nombreuse,.
La présence d'auxiliaires permet à la femelle reproductrice de réduire ses coûts prénataux, ce qui peut conduire à la naissance de jeunes non autonomes, dépendant d'un adulte pour survivre. L'énergie ainsi économisée par la femelle peut être réinvestie dans une nouvelle tentative de reproduction. Globalement, les auxiliaires permettent plusieurs reproductions par saison et augmentent le taux de reproductions réussies.
Le mâle dominant va moins s'investir dans la gestion de sa progéniture et plus se reproduire avec les femelles subordonnées. Ces progénitures subordonnées vont plus fréquemment devenir auxiliaires une fois devenues matures. Ainsi, investir dans leur maintenance va lui permettre d'augmenter sa valeur sélective globale.
Inconvénients :
Les mâles et les femelles dominants répriment la reproduction des autres individus du groupe afin de maintenir leur statut de géniteur, en les empêchant de s'accoupler avec un dominant ou avec un autre subordonné. Les efforts nécessaires pour maintenir leur statut dépendent du nombre d'individus à réprimer, et plus le nombre augmente, plus la charge augmente.

### Auxiliaires
Avantages :

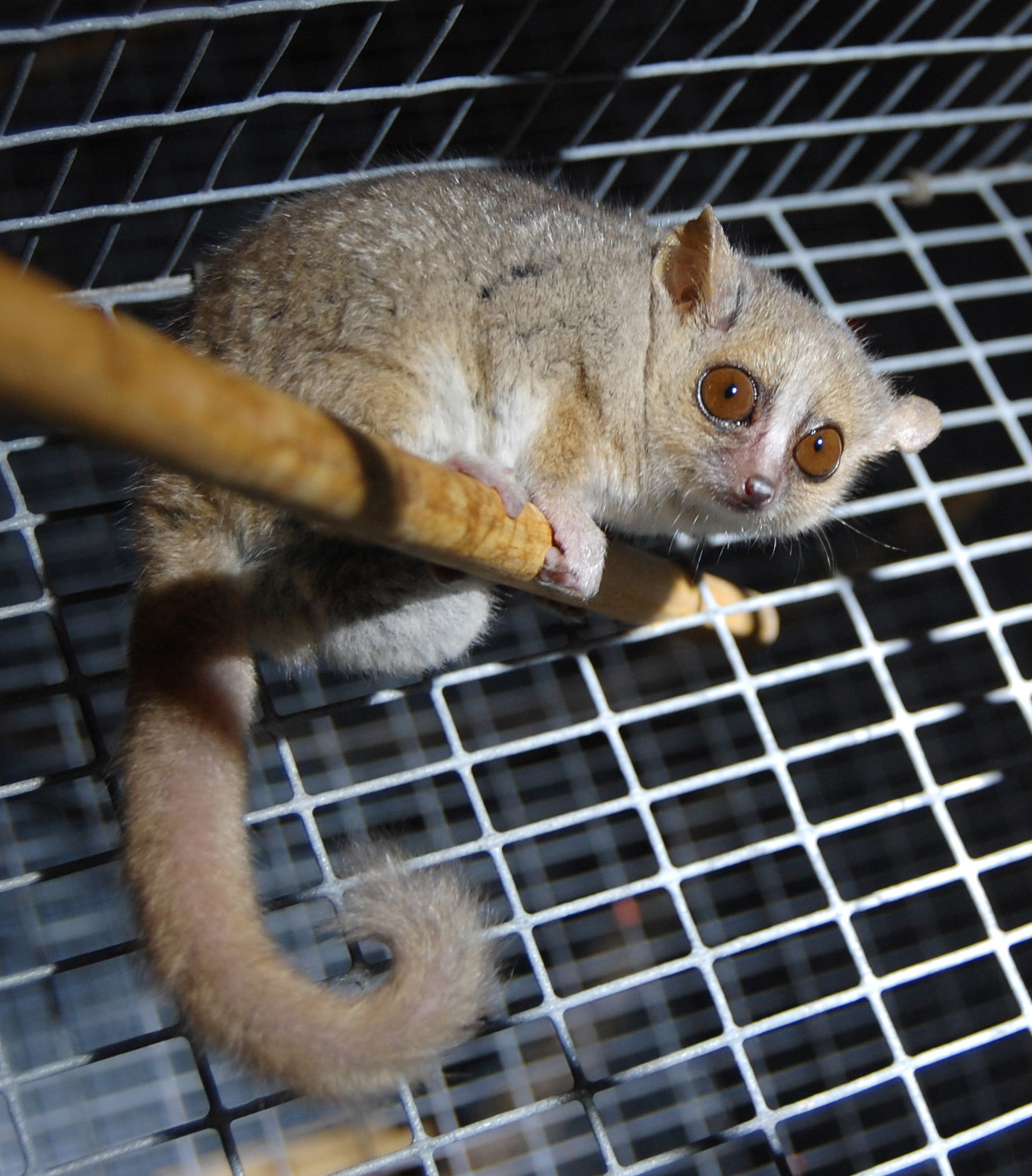
Microcèbe mignon.

L'auxiliaire bénéficie principalement d'une meilleure valeur sélective inclusive,,, d'autant plus lorsqu'il assiste des membres de sa famille. Il peut hériter du territoire de reproduction et des sources d'alimentation associées, ce qui augmente sa valeur sélective future. Il augmente également ses chances d'avoir des auxiliaires dans le futur.
L'auxiliaire profite également des bénéfices essentiels à la survie apportés par un groupe, tels que la protection contre le froid ou contre les prédateurs,. Le groupe lui offre également des interactions sociales et l'attention d'autres individus qui augmentent ses chances de survie et son espérance de vie.
L'auxiliaire peut aussi influer sur le comportement de ses parents en empêchant l'accouplement avec des individus subordonnés, ce qui augmente ses liens de parenté avec les futurs membres du groupe et améliore ainsi sa valeur sélective inclusive.
Inconvénients :
Aider les géniteurs nuit à la croissance des auxiliaires : lorsque l'auxiliaire garde les jeunes et surveille l'environnement contre d'éventuels prédateurs, il s'alimente moins. Il passe également du temps à les allaiter ou à les approvisionner en nourriture. Ces comportements induisent une perte de poids chez l'auxiliaire et réduit ses chances de reproduction. 
Les femelles dominantes exilent parfois les femelles subordonnées enceintes, ce qui provoque un avortement chez la femelle subordonnée. À la suite de cet avortement, la femelle subordonnée peut rejoindre le groupe et participer à l'allaitement de la progéniture restante.

### Niveau d'investissement des auxiliaires

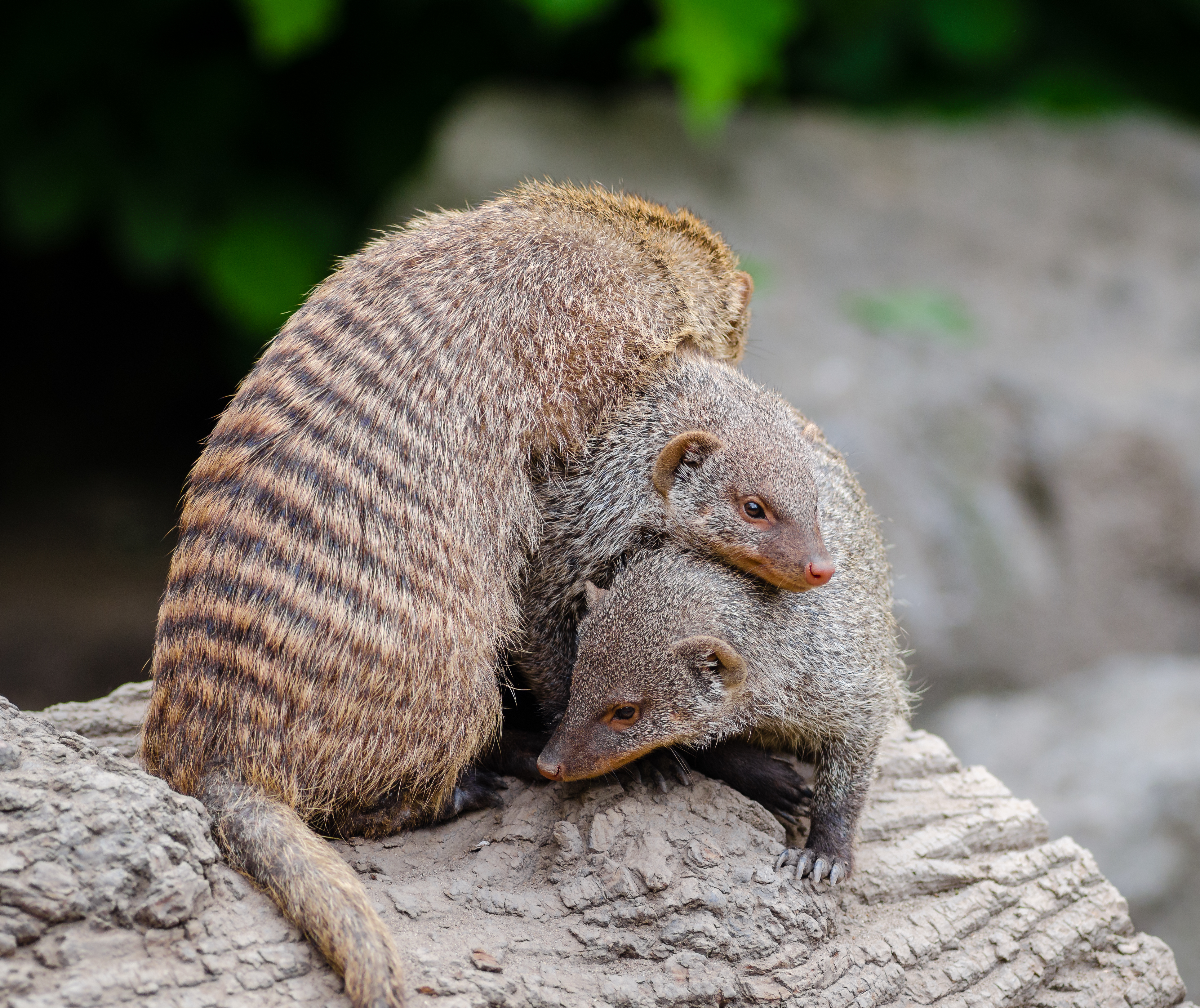
Mangoustes rayées.

Plusieurs facteurs peuvent influer sur l'investissement fourni par un auxiliaire :
- conditions environnementales : en cas de manque de nourriture, les auxiliaires participent moins[21].
- progéniture apparentée : chez certaines espèces, si l'auxiliaire a un lien de parenté avec la progéniture, il consacre plus de temps à garder les jeunes et à surveiller l'environnement contre d'éventuels prédateurs, et en conséquence s'alimente moins. Ce comportement induit une perte de poids et réduit ses chances de reproduction, mais augmente sa valeur sélective inclusive via un meilleur taux de survie de la progéniture apparentée[10],[33].
- maturité sexuelle : chez la Mangouste rayée, les individus immatures sexuellement contribuent beaucoup moins[33]. Les femelles deviennent matures à un an, contre deux ans pour les mâles, ce qui est préjudiciable aux femelles de l'espèce, qui dépensent plus d'énergie dans leur rôle d'auxiliaire que les mâles.
- comportement en fonction du sexe : la défense du territoire est généralement réalisée par les mâles, tandis que l'allaitement est réservée aux femelles[14]. Les Suricates auxiliaires mâles repoussent des suricates mâles étrangers pour les empêcher de se reproduire avec les femelles du groupe.

## Exemples d'animaux

### Chez les oiseaux

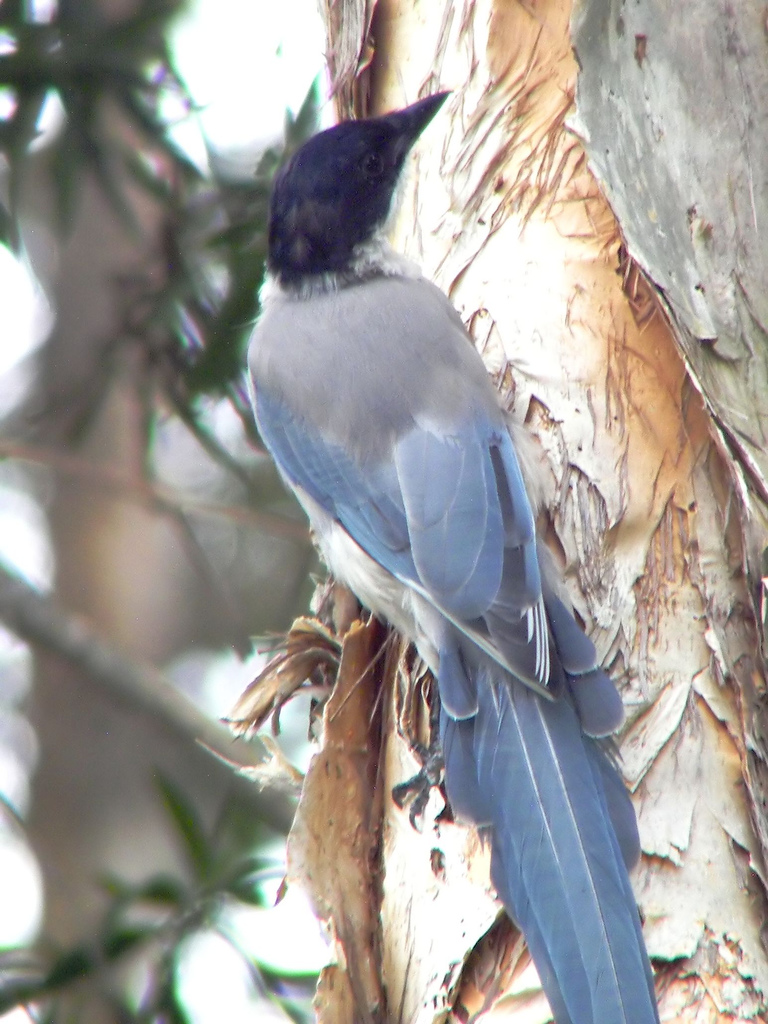
Pie-bleue à calotte noire.

On estime à 8 % le nombre d'espèces d'oiseaux utilisant régulièrement la reproduction communautaire, principalement chez les Coraciiformes, les Piciformes, les Passeri basaux et les Sylvioidea. Seulement quelques espèces utilisent exclusivement ce système et sont incapables d'élever des petits sans auxiliaire.
Chez les Pies-bleue à calotte noire, on a observé que la réponse immunitaire des oisillons était positivement liée à l'augmentation du nombre d'auxiliaires actifs.

### Chez les mammifères

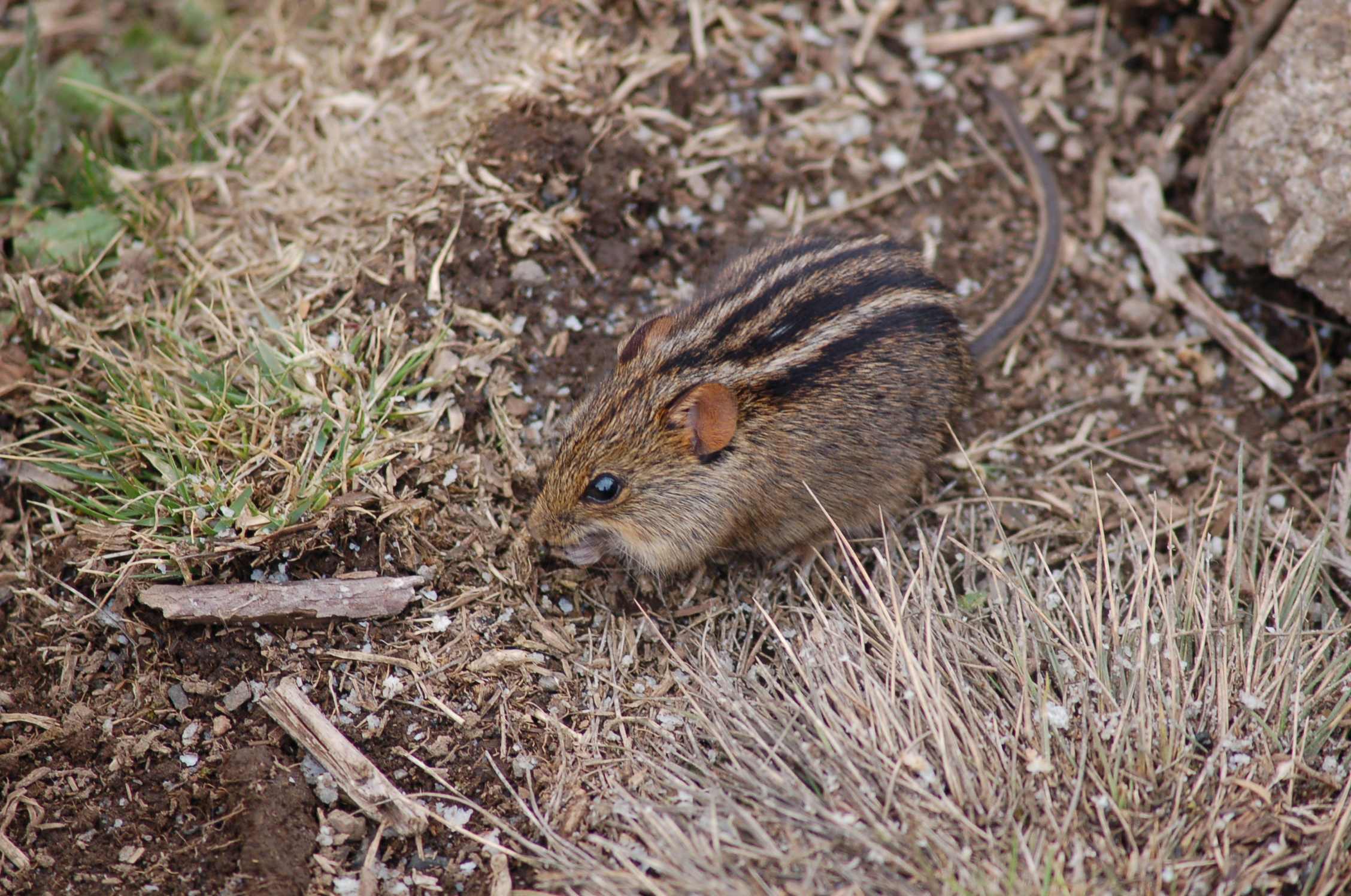
Rhabdomys pumilio.

Moins d'1 % des espèces de mammifères adoptent la stratégie de reproduction communautaire. Ces espèces sont aujourd'hui présentes sur toute la planète et dans des régions climatiques variées, mais les premières apparitions de reproduction communautaire ont eu lieu dans des zones très arides.
Grâce aux analyses phylogénétiques, plusieurs événements significatifs de l'histoire de la reproduction communautaire ont été identifiés, qui permettent de mieux comprendre les origines et les raisons de son évolution. Il s'agit de quatorze instances distinctes de transition évolutive vers la reproduction communautaire, chez neuf genres de rongeurs (Cryptomys, Heterocephalus, Microtus, Meriones, Rhabdomys, Castor, Atherurus et deux chez Peromyscus), quatre genres de carnivores (Alopex, Canis, Lycaon et chez les Mangoustes) et un genre de primates (Callitrichidae).
Ces transitions évolutives sont apparues au sein d'espèces socialement monogames, ce qui suggère que des liens de parenté forts sont des facteurs essentiels de l'histoire de la reproduction communautaire,. Il y a également une forte corrélation avec les portées de plusieurs petits chez les mammifères. La monogamie et la portée de plusieurs petits n'étant pas liées d'un point de vue évolutionnaire, cela suggère que ce sont des facteurs indépendants qui amènent néanmoins à la reproduction communautaire.

#### Cas des Suricates

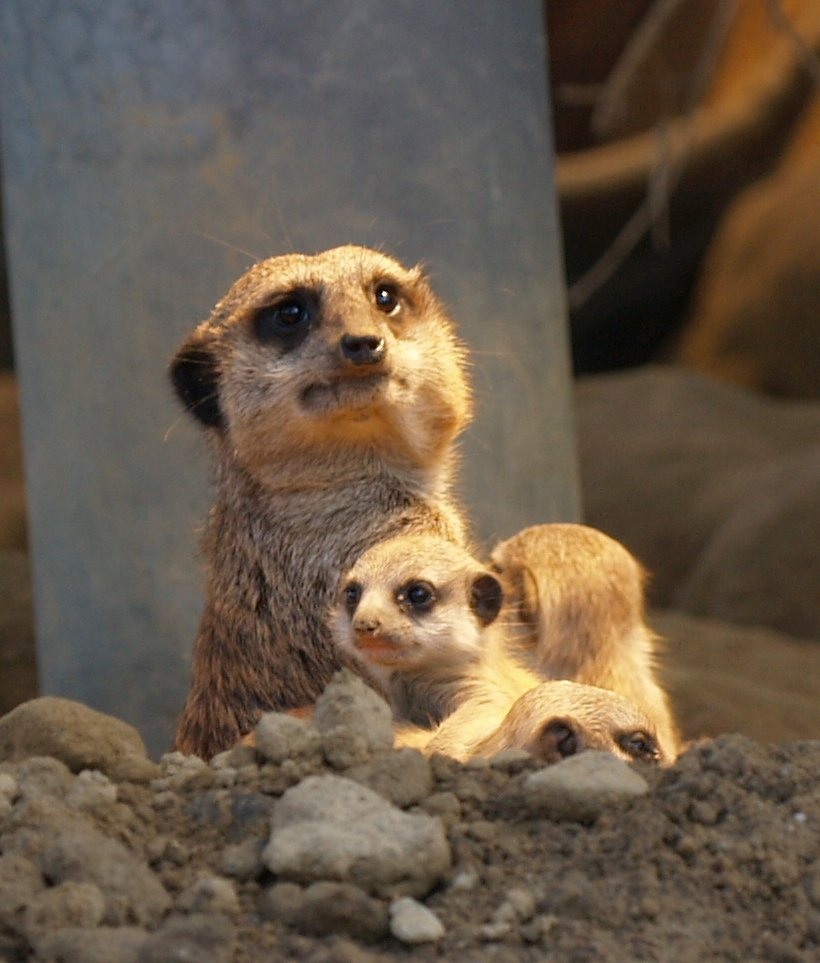
Une femelle âgée veille sur les petits pendant que la femelle alpha est absente.

Les Suricates femelles deviennent sexuellement actives à un an et peuvent accoucher jusqu'à quatre fois par an. Cependant, le couple dominant se réserve le droit de se reproduire et va généralement tuer tout petit qui ne lui appartient pas. En l'absence de la femelle dominante, les femelles subordonnées vont allaiter et approvisionner les petits en nourriture, les surveiller et les protéger des prédateurs.
Le lien de parenté entre un auxiliaire et un petit n'influe pas sur la quantité de nourriture que l'auxiliaire apporte, mais varie en fonction de l'auxiliaire selon son âge, son sexe et sa capacité à se procurer de la nourriture.

#### Cas des Canidés

Renard polaire.

La reproduction communautaire a été décrite chez plusieurs espèces de Canidés,  notamment les Loups rouges,  les Renards polaires et les Loups d'Éthiopie.
Elle améliore le taux de reproduction des femelles. 

#### Cas des Primates

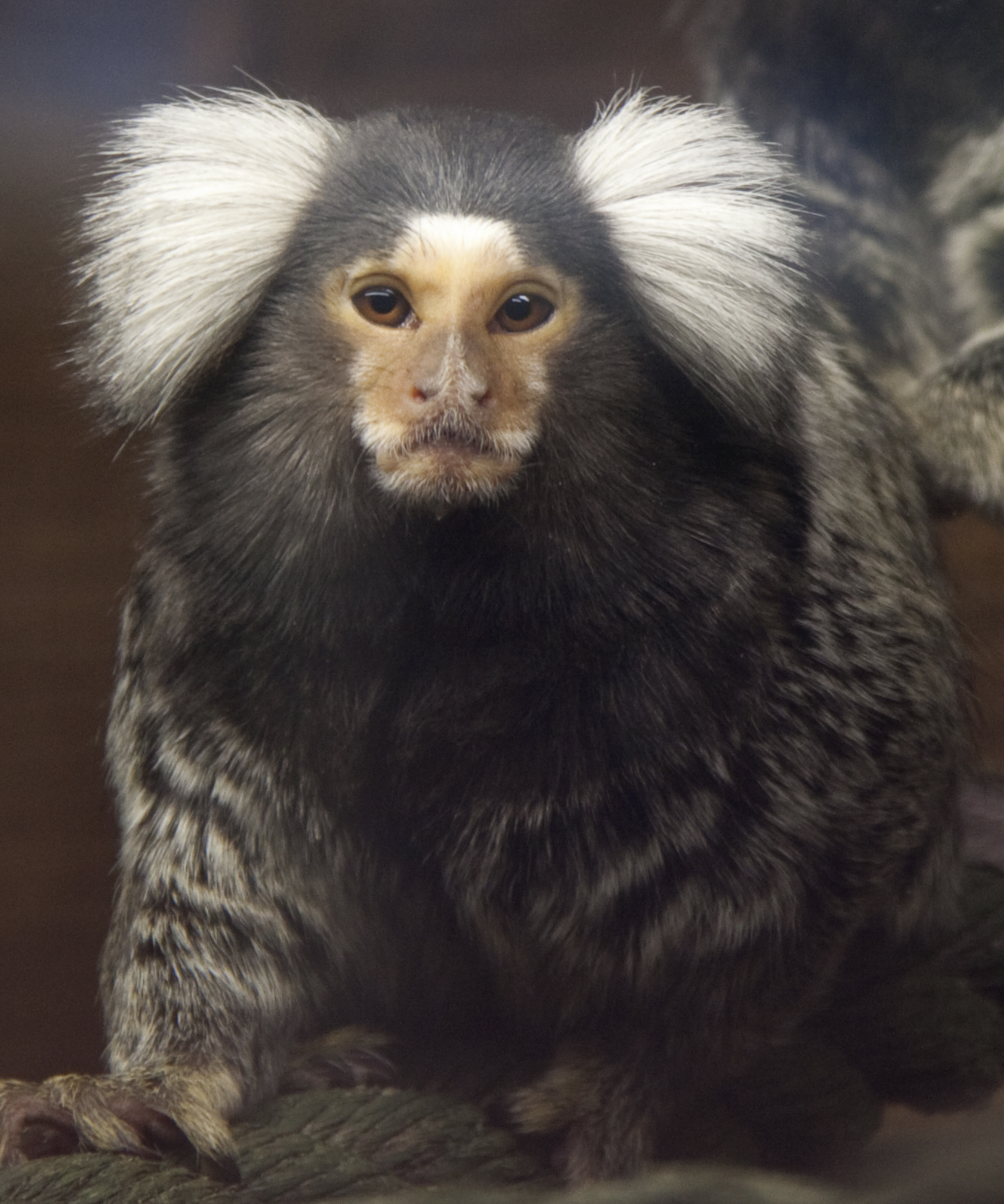
Ouistiti.

La reproduction communautaire, rare chez les primates, a été observée chez les Callitrichidae, notamment les Ouistitis et les Tamarins.
Chez la plupart des primates, la réussite de la reproduction et la survie de la progéniture dépend fortement de la capacité de la mère à se procurer de la nourriture. Les auxiliaires assistent la mère en portant le petit et en lui laissant les mains libres pour chercher de la nourriture.
Chez les Microcèbes mignons, les femelles forment des groupes sociaux et se reproduisent communautairement avec des membres proches de la famille. Elles profitent d'une protection renforcée de leur lieu de vie, gardent et font la toilette des petits du groupe, et adoptent les petits de membres de la famille décédés.